# Laurent Ruamps
Laurent Ruamps, né le 14 février 1897 à Saint-Germain-du-Bel-Air (Lot) et mort le 27 juillet 1972 dans la même commune, est un aviateur français de la Première Guerre mondiale.

## Biographie
Engagé en 1916 à 19 ans, obtient son brevet de pilote et est affecté en 1917. Sa première victoire a lieu le 21 août 1917 : il descend un biplace à Pagny-sur-Meuse.
As de la Première Guerre mondiale avec dix victoires homologuées, ce qui le place au 50° rang des 184 As reconnus, toutes au sein de l'Escadrille N87 devenue SPA87.

## Décorations

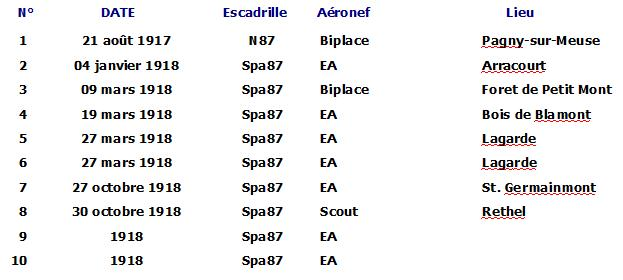
Victoires aériennes

- Officier de Légion d'honneur
- croix de guerre avec 8 palmes
- médaille militaire